# Spryginia winkleri
Spryginia winkleri là một loài thực vật có hoa trong họ Cải. Loài này được Popov miêu tả khoa học đầu tiên.